# Долубово
Долубово (пол. Dołubowo) — село в Польщі, у гміні Дідковичі Сім'ятицького повіту Підляського воєводства.
Населення — 349 осіб (2011).
У 1975-1998 роках село належало до Білостоцького воєводства.

## Демографія
Демографічна структура станом на 31 березня 2011 року:
|          | Загалом | Допрацездатний вік | Працездатний вік | Постпрацездатний вік |
| -------- | ------- | ------------------ | ---------------- | -------------------- |
| Чоловіки | 166     | 25                 | 120              | 21                   |
| Жінки    | 183     | 39                 | 84               | 60                   |
| Разом    | 349     | 64                 | 204              | 81                   |